# Paldenshangpa La Boulaye
Pour les articles homonymes, voir Ling.
 (mai 2024).
Paldenshangpa (tibétain : དཔལ་ལྡན་ཤངས་པ་, Wylie : dpal ldan shangs pa) La Boulaye est un centre de méditation bouddhiste de la lignée Shangpa Kagyü, situé sur le domaine du château de Plaige sur la commune de La Boulaye en France. Il est anciennement connu sous le nom de « temple des mille bouddhas ». C'est une congrégation religieuse nommée Dashang Kagyu Ling (tibétain : དྭགས་ཤངས་བཀའ་བརྒྱུད་གླིང་, Wylie : dwags shangs bka' brgyud gling).

## Historique
Ce centre a été fondé en 1974 par un couple de disciples français de Kalou Rinpoché, Didier Garanger (dit Didier de Plaige) et Chriss Gallot.
Dès lors, Shérab Dordjé, un lama bhoutanais missionné par Kalou rinpoché, réside sur place et assure la direction spirituelle du centre, et ce pendant plus de quarante années; secondé ultérieurement par le lama Seunam à la direction administrative. En invitant de nombreux maîtres spirituels à venir enseigner, le lama Shérab fit du « temple des mille bouddhas » un lieu où sont nées de nombreuses communautés bouddhistes en Occident. Dashang Kagyu Ling a ainsi été un haut lieu du bouddhisme. Ceci également grâce à la générosité des fidèles.
Succédant au petit temple de la communauté au rez-de-chaussée du château,  le Temple des Mille Bouddhas a été inauguré officiellement le 22 août 1987. Il est le premier temple himalayen d'Europe. Il est construit sur le modèle du premier temple édifié au Tibet, le monastère de Samyé. Ses ornements étant quant à eux de style bhoutanais. 

## Architecture du temple

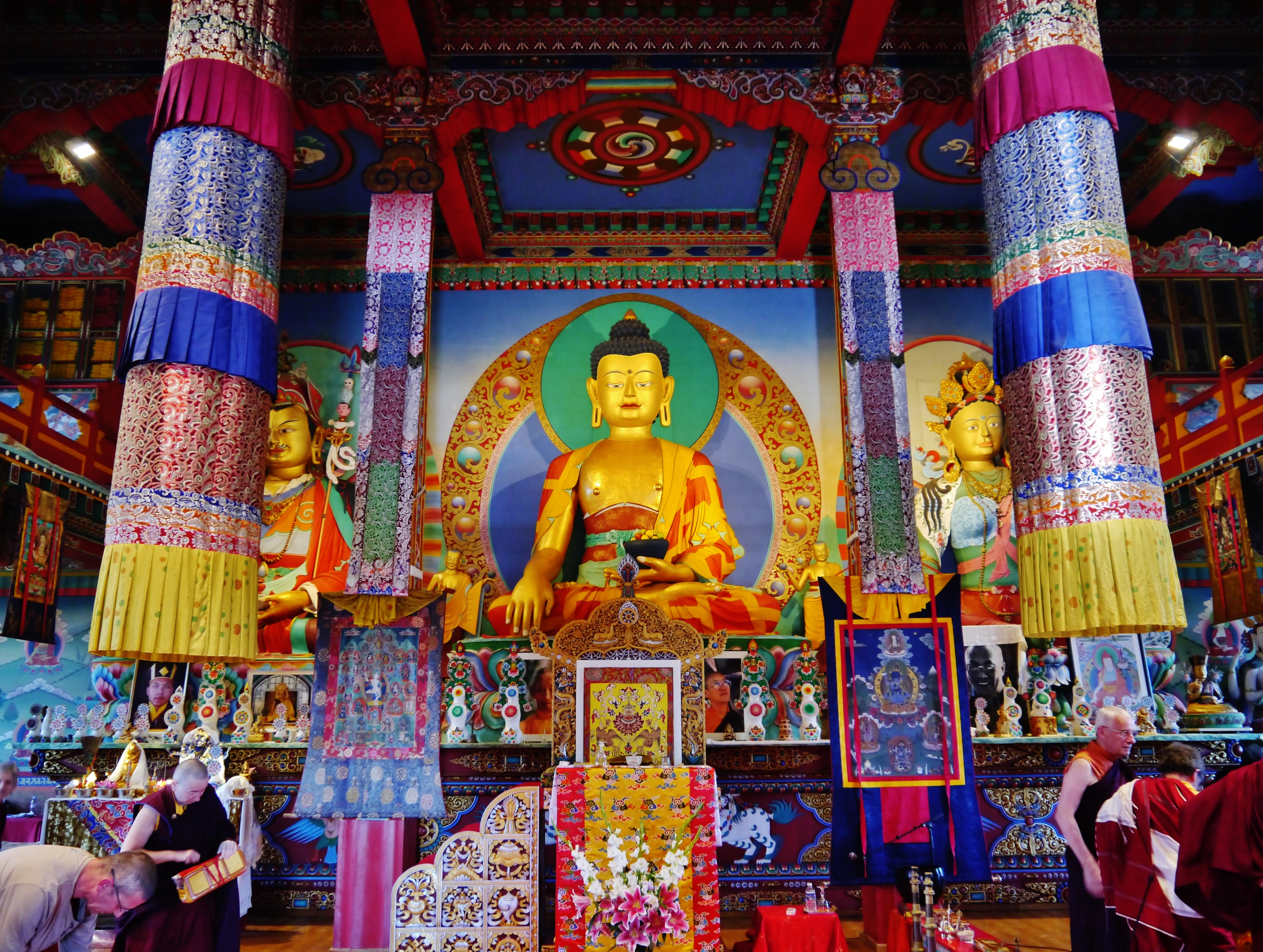
De gauche à droite, Padmasambhava, Shakyamouni, Tara Verte.

Le temple des mille bouddhas est de style bhoutanais, multicolore, à trois niveaux, et comporte des statues de bouddhas de différentes tailles, de nombreuses peintures (thangkas), des fresques murales et des frises. Devant le mur du fond, se dressent trois statues monumentales représentant, au centre le Bouddha Sakyamouni (7 mètres de haut), à droite, Tara Verte, la mère des Bouddhas, et à gauche Gourou Rinpoché. Le plafond est orné de six grands mandalas peints et de nombreuses peintures murales illustrant la vie du Bouddha et les différentes lignées qui lui ont succédé. La structure à trois niveaux évoque le corps, la parole et l'esprit du Bouddha. Le pinacle doré correspond à l'union de l'ouverture du cœur et de la sagesse. Les quatre makaras aux angles du toit sont des décorations qui rappellent des gargouilles. Tous les bas-reliefs sont des évocations symboliques propres à cette tradition. 

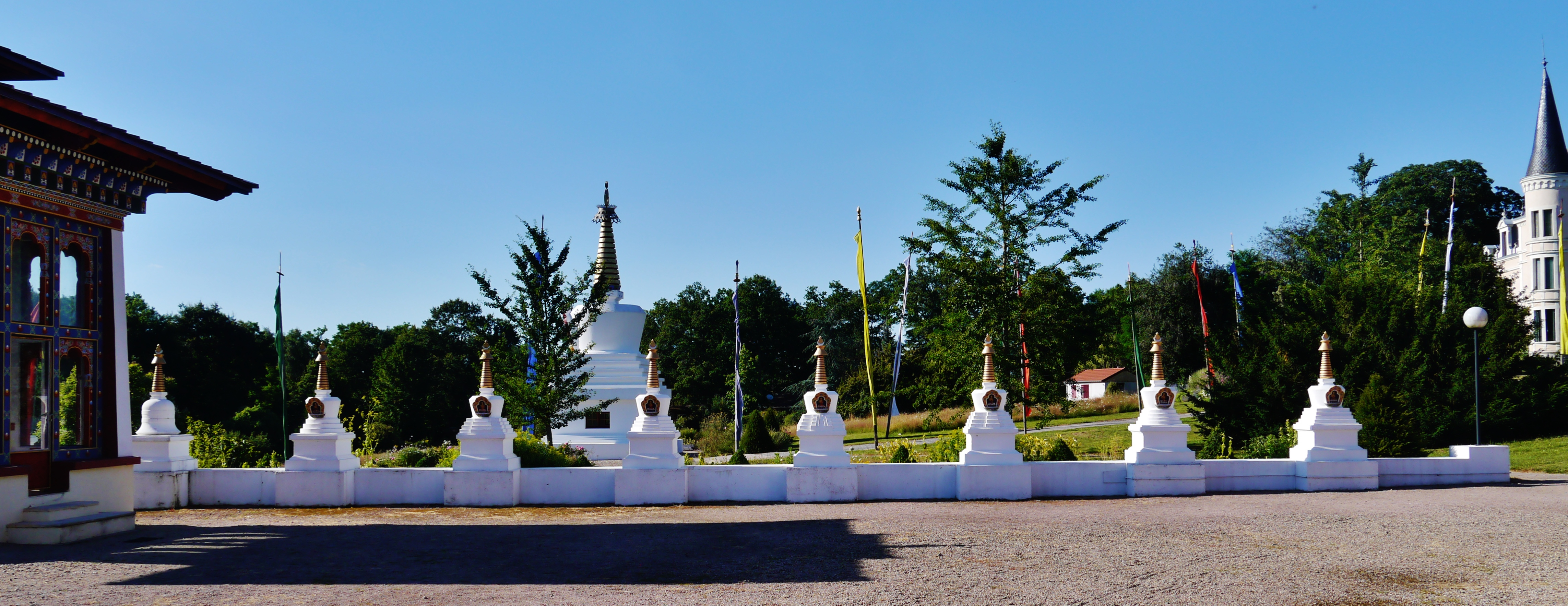
Quelques stoupas présents autour de l’esplanade.

L'esplanade du temple est entourée de trente-six petits stupas de différentes formes.
Le premier étage du temple est ouvert aux visites à certaines heures de la journée, la grande salle est consacrée aux enseignements et aux pratiques. 
Dans le bâtiment Marpa situé derrière le temple, et lui aussi de style bhoutanais, se trouve une boutique.
Le temple fut construit en cinq ans. La cage d'escalier comporte une fresque représentant Milarépa et, un peu plus haut, une peinture représentant l'Harmonie des Quatre, parabole de Bouddha sur la grandeur de l'unité. Dans la galerie du premier étage, au fond à gauche, on peut voir la statue de Mandjoushri, qui symbolise la Sagesse de tous les Bouddhas. Symétriquement, dans l'autel de droite se trouve la statue de Tara Blanche, qui est un aspect féminin et symbolise la Longue Vie.

## Autres édifices et installations
Le site comporte aussi un grand stupa (chorten en tibétain), édifice qui symbolise la progression vers l'Éveil du Bouddha, ainsi qu'une rangée de petits stupas de différentes formes tout autour du temple. À son sommet une flèche avec le soleil et un croissant de lune, évoquent les deux qualités primordiales à développer : la sagesse associée à la compassion. Il fut inauguré en 1980. C'est également le premier stupa d'Occident.
Une fontaine, la fontaine de Dzambala, est également présente ainsi qu'un petit bâtiment vitré destiné aux offrandes de lumière (bougies et lampes à beurre), dit Temple des Lumières. Devant celle-ci, la roue du Dharma et les deux biches, en extérieur, illustrent la mise en mouvement des enseignements donnés par le Bouddha. Ses huit rayons évoquent le Noble sentier octuple. Les deux biches disposées de façon symétrique de chaque côté rappellent le lieu où le Bouddha dispensa son premier enseignement : le parc des gazelles. De l'autre côté du temple des Lumières, un moulin à prières tourne dans le sens des aiguilles d'une montre et contient des millions de prières écrites. L'actionner équivaut à diffuser toutes ces prières pour le bien de l'humanité.
Dans la partie boisée, se trouvent deux centres de retraite isolés, un pour les hommes, appelé Naro-Ling, et un pour les femmes, appelé Nigou-Ling, où se déroulent des retraites de trois ans, trois mois et trois jours.

## Rituels
Les rituels journaliers au grand Temple se déroulent :
- le matin, à 9 heures : rituel de Tara verte et de Riwo sangchö,
- le soir, à 18 heures : rituel de Tchenrézi, et du protecteur Mahakala le vendredi soir, et le samedi soir.

## Lamas
Les lamas Shérab Dordjé, Orgyèn, Tènpa Dargyé, Seunam Tcheupel et Ouangdrak, tous des lamas bhoutanais, résidèrent, animèrent et développèrent le centre avec diligence et profondeur pendant de longues décennies. Secondés par des lamas français. Tènpa Gymtso, un lama tibétain, assura les trois premières retraites de trois ans et trois mois, avant que Tènpa Dargyé n'assure la guidance des 3 suivantes. La dernière sous sa direction s'achevant début 2007.
La communauté ayant été réorganisée par le 2ème Kalou Rinpoché à la suite des affaires d'abus, les lamas himalayens ne résident plus sur place.
L'activité régulière est désormais assurée par quatre lamas occidentaux qui sont respectivement des représentants du Corps, de la Parole, de l'Esprit et des qualités de Kalou Rinpoché. Au 15 décembre 2020, six des huit lamas français en responsabilité ou enseignant à Paldenshangpa portent ce titre après y avoir réalisé la traditionnelle retraite de trois ans et trois mois sous la direction du maître de retraite désigné par la précédente incarnation de Kalou rinpoché : Lama Tempa (Karma Tshojay).[réf. nécessaire]

## Affaires judiciaires

### Relaxes
À la suite d'affaires judiciaires où trois lamas de la communauté ont été accusés d’abus de faiblesse sur une personne vulnérable, puis ultérieurement déclarés non coupables, le 2e Kalou Rinpoché les exclut de l'ordre religieux. Il les remplaça par des lamas occidentaux.

### Condamnation de Karma Tshojay pour viols
Karma Tshojay, originaire du Bhoutan et appelé lama Tempa, vit au temple jusqu’en 2012. Des viols et agressions sexuelles sont dénoncés par quatre femmes, disciples ou enfants de disciples au sein de cette communauté, et des plaintes sont déposées en 2010. Le moine nie alors ces agressions et ces viols, mais trois de ses victimes se portent parties civiles.
Il est condamné le 18 décembre 2018 par la cour d’assises de Chalon-sur-Saône à douze ans de réclusion criminelle pour les viols de plusieurs femmes et de deux fillettes. Un autre lama, jugé en même temps, Lama Sonam, est quant à lui déclaré non coupable.

## Galerie

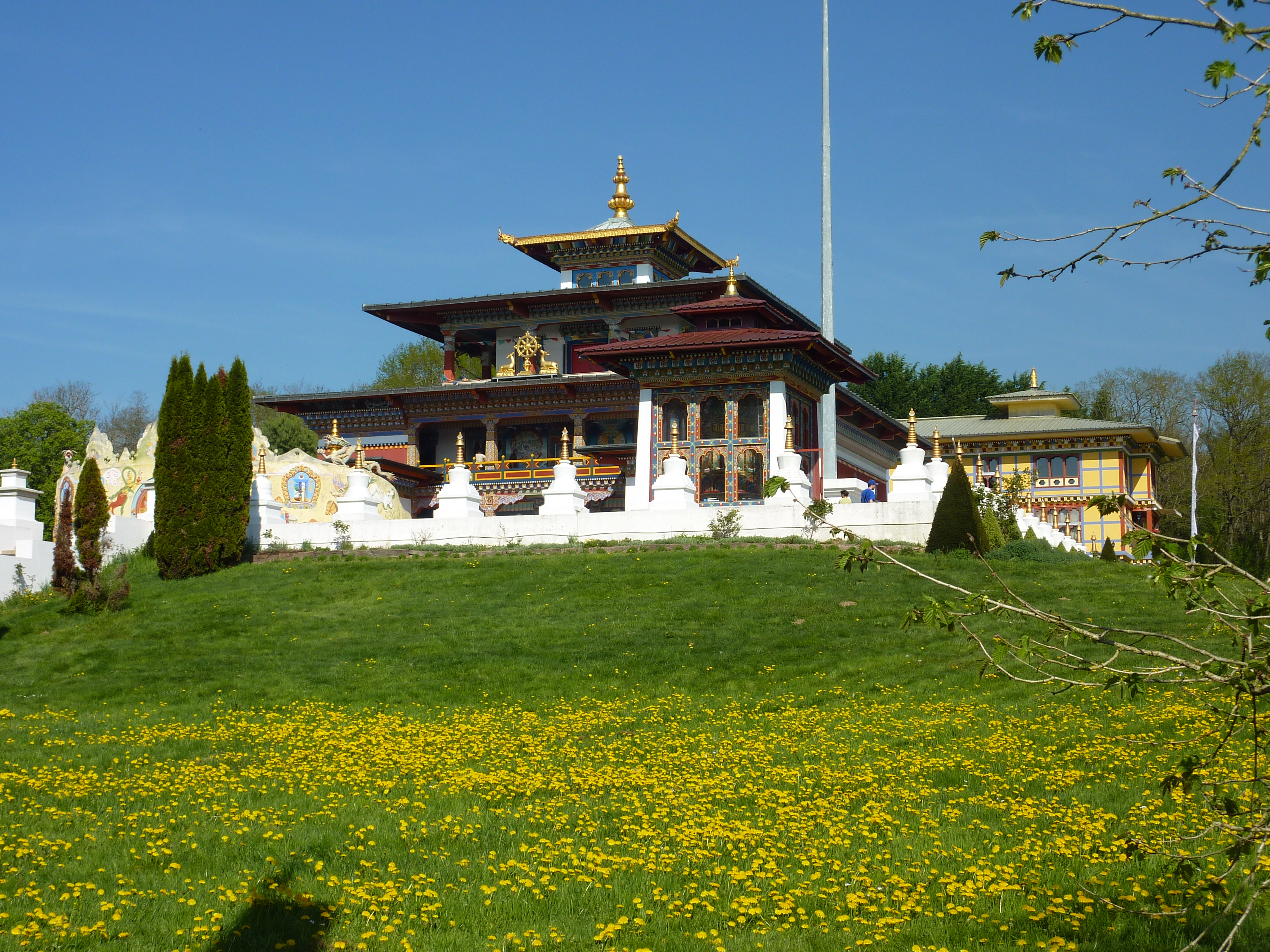
Vue d'ensemble du temple.
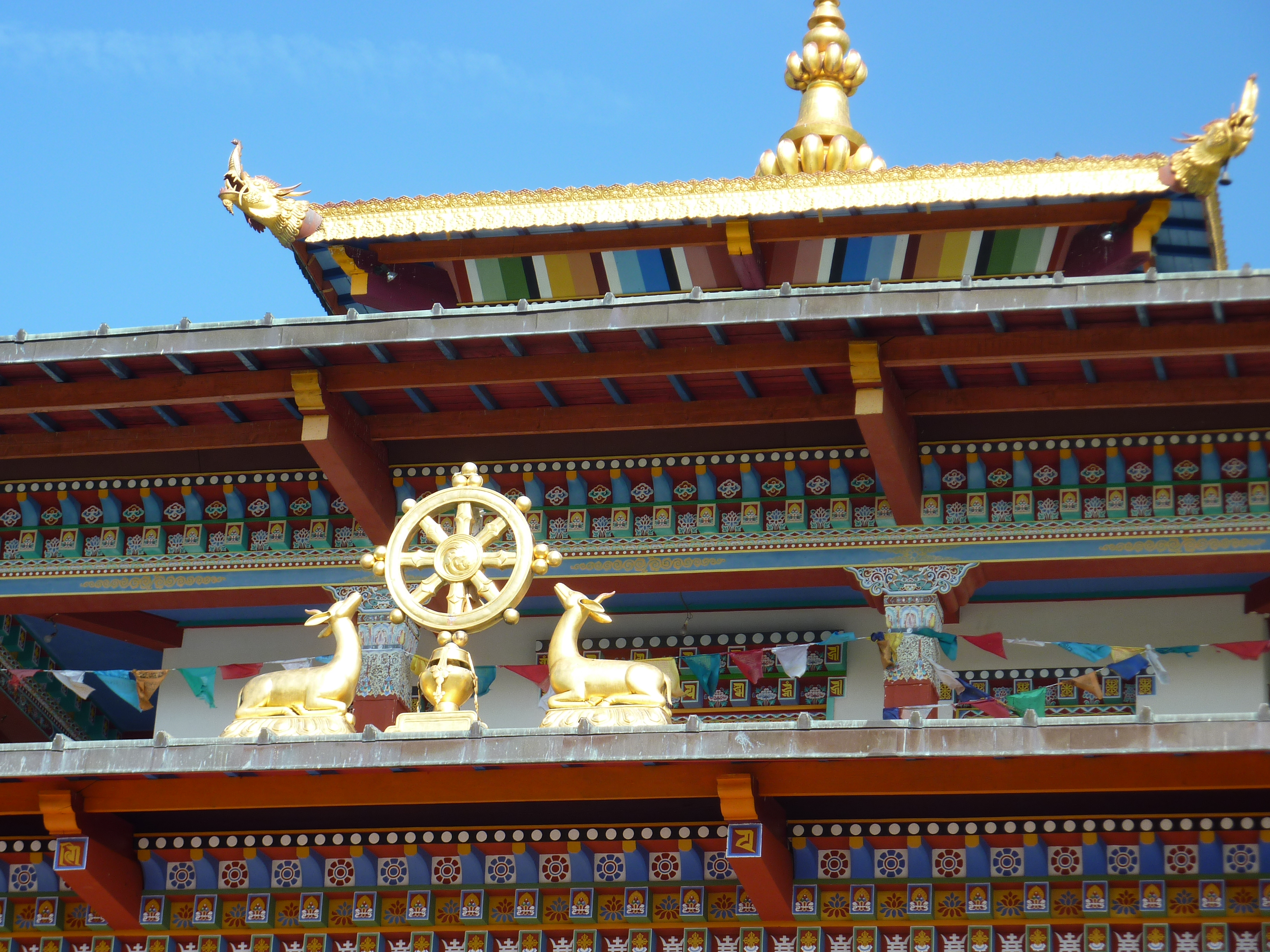
Vue partielle de la façade.
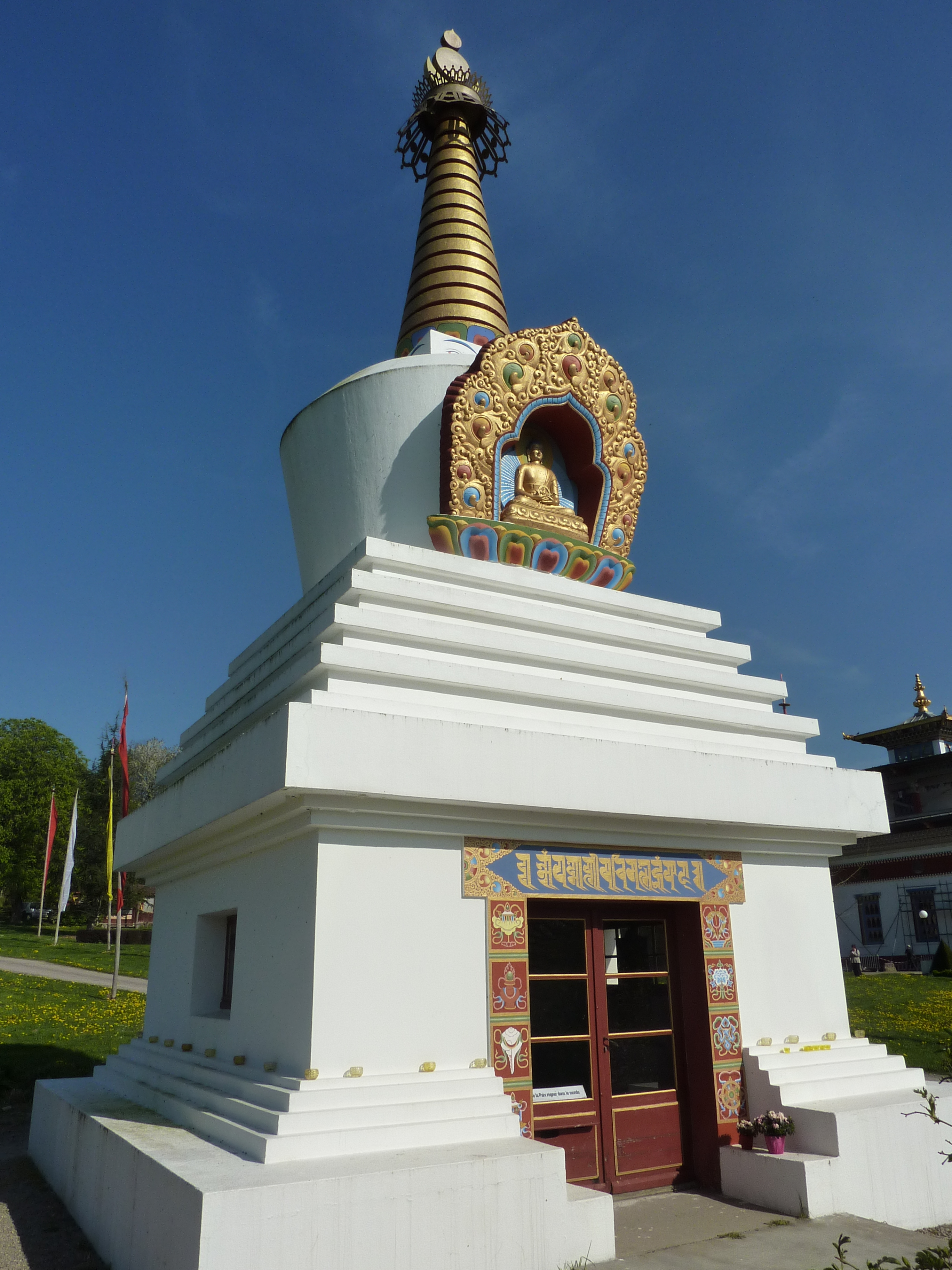
Grand stoupa à côté du temple.
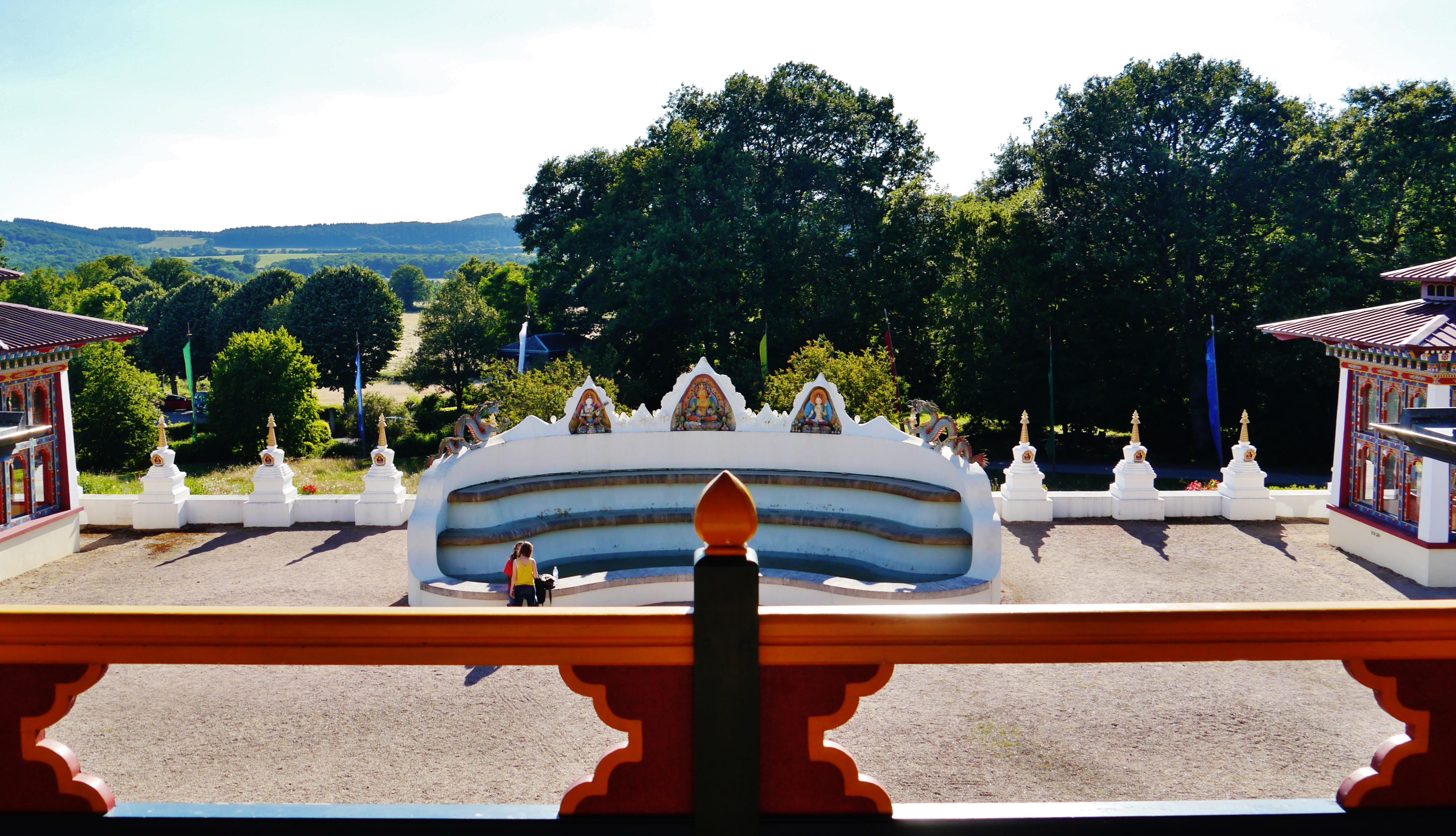
Vue de la fontaine depuis le premier étage.
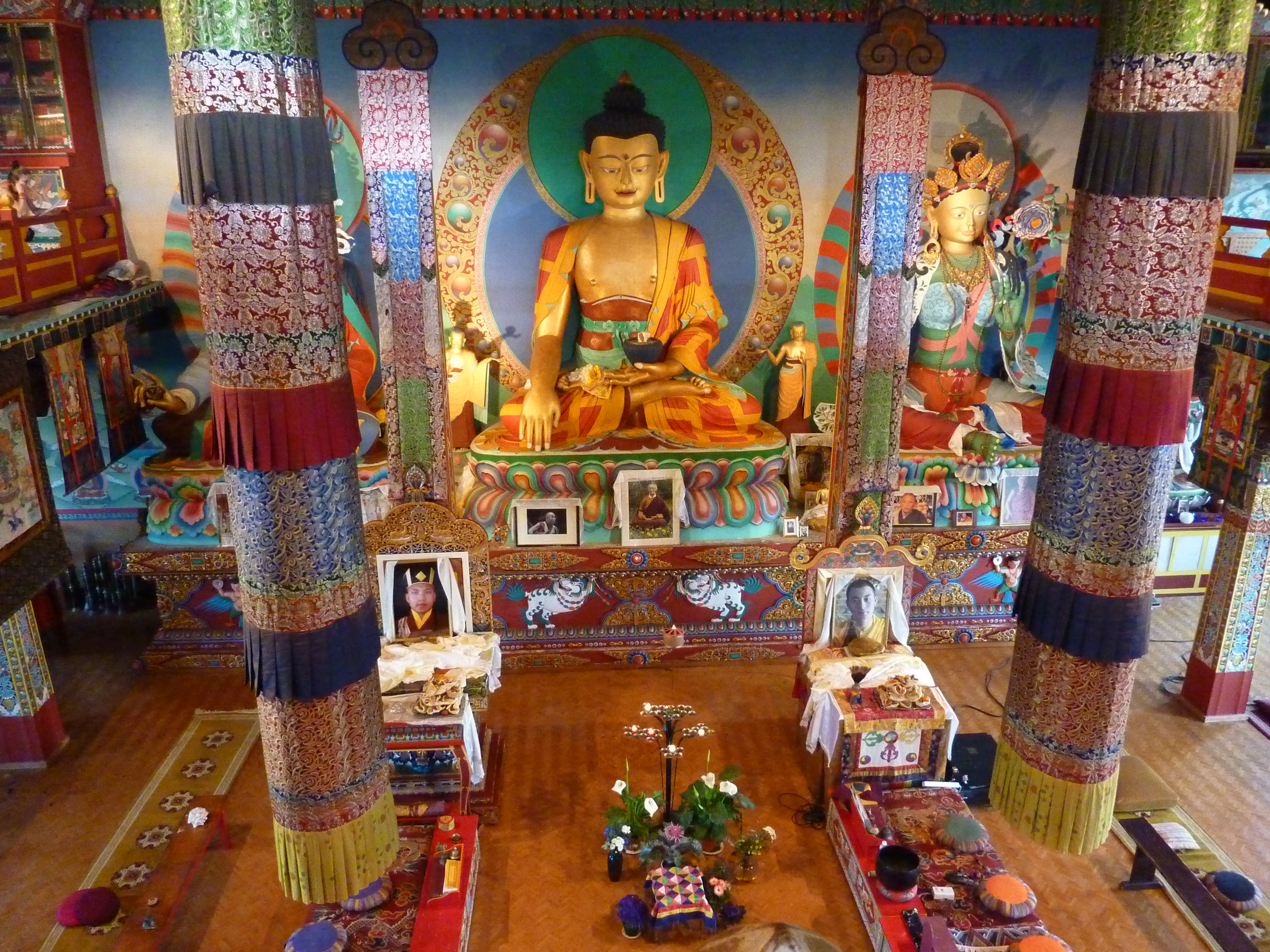
Vue intérieure 1.
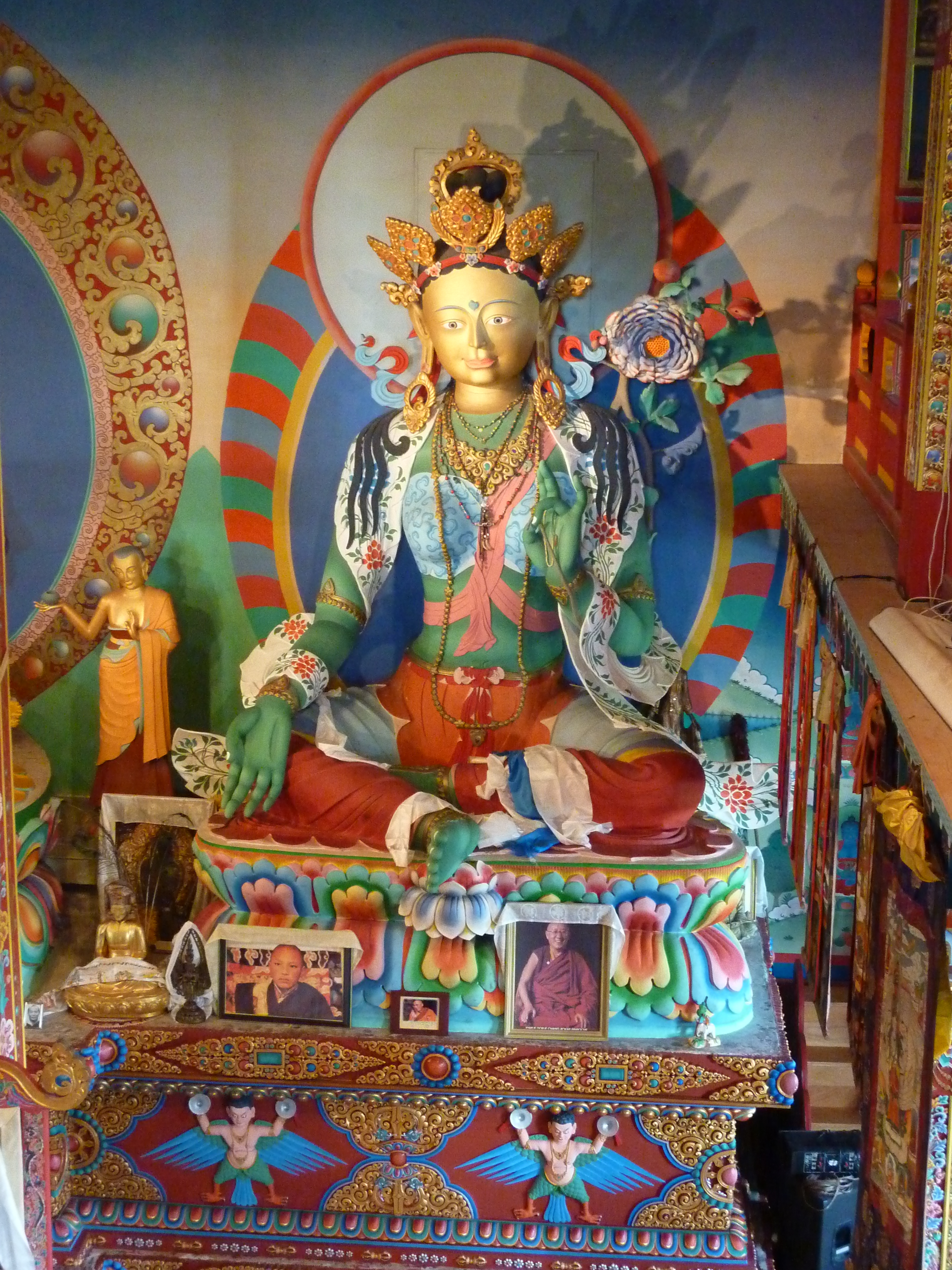
Vue intérieure 2.
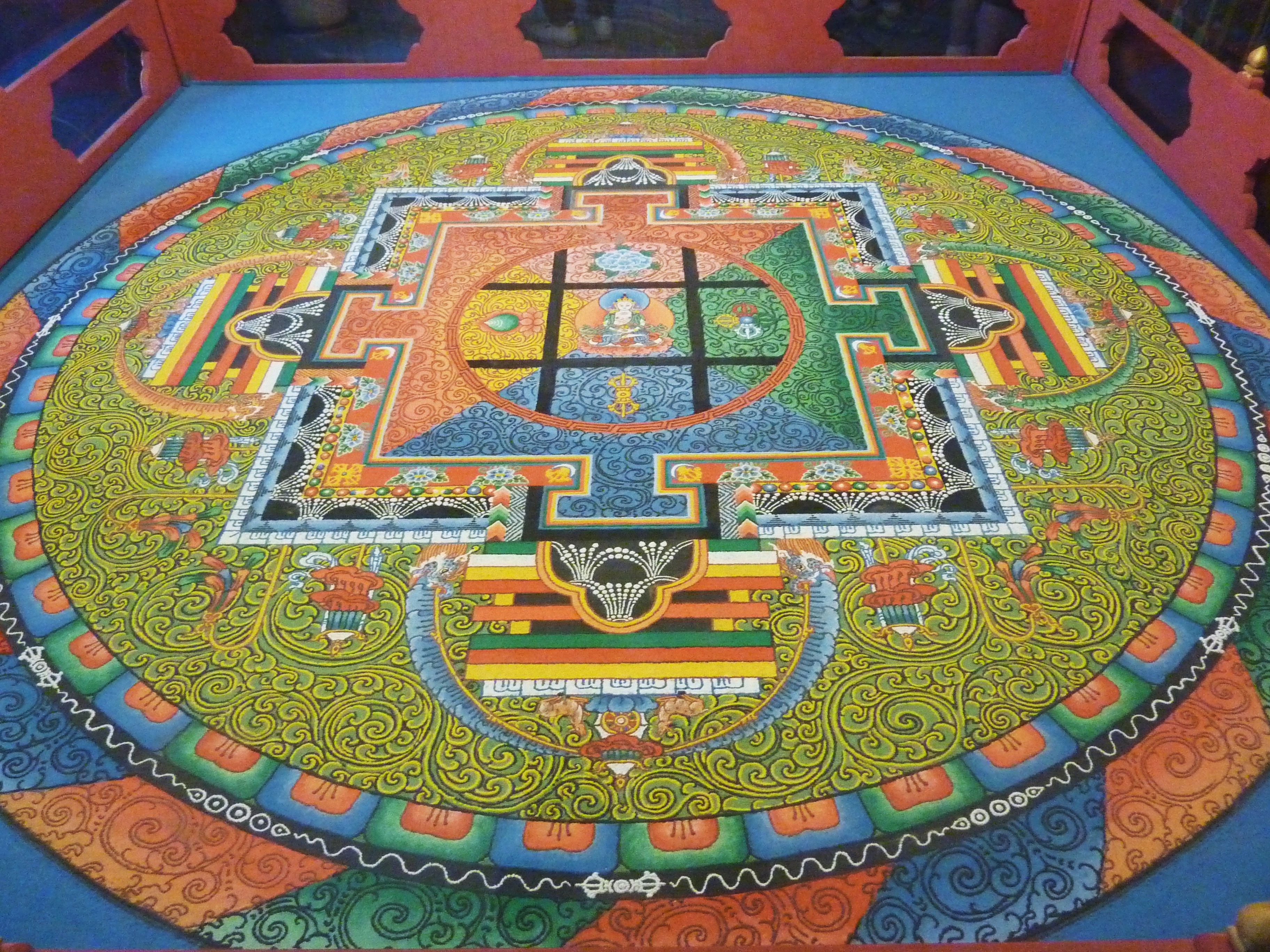
Mandala.
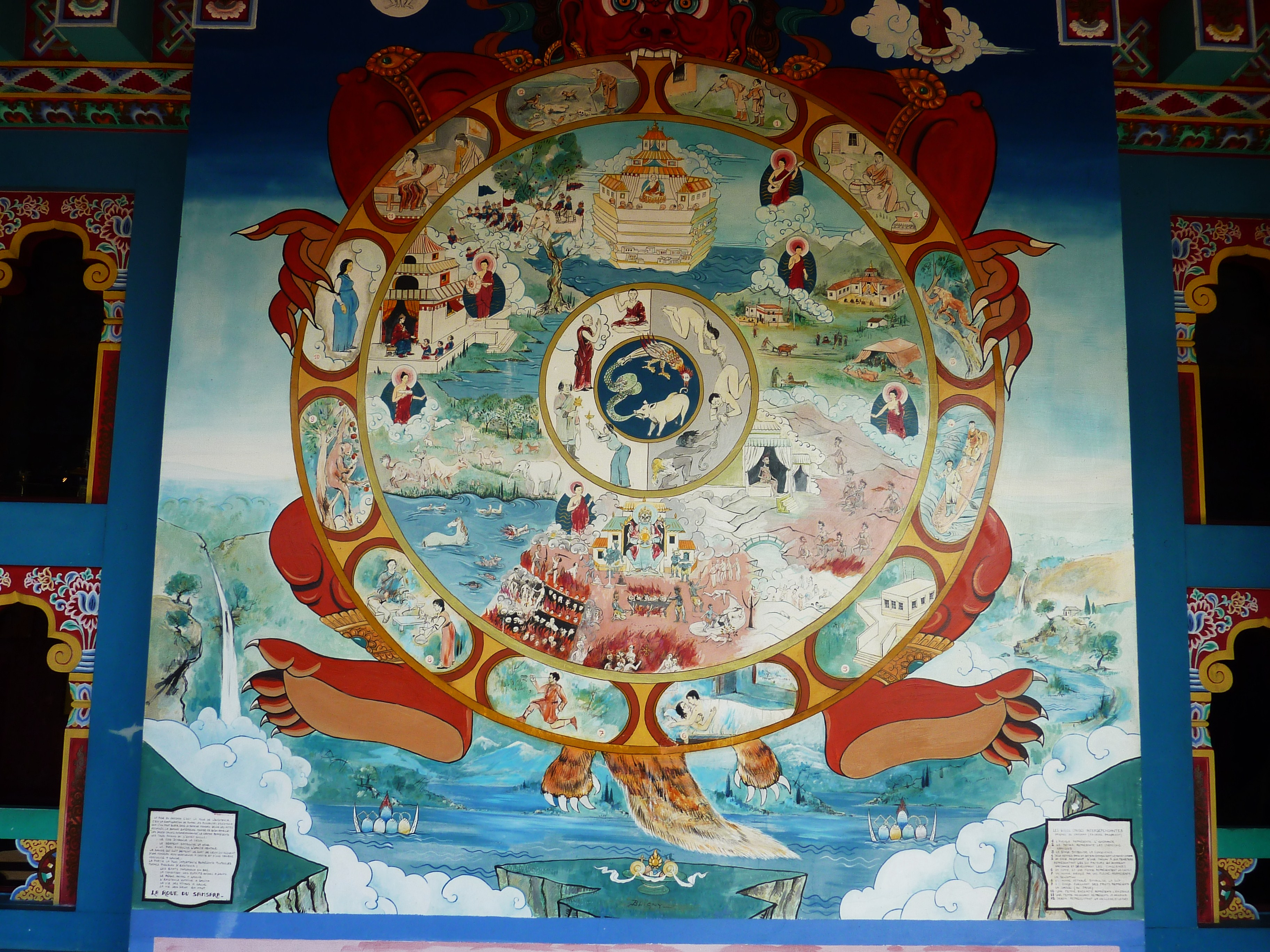
Roue du Samsara.
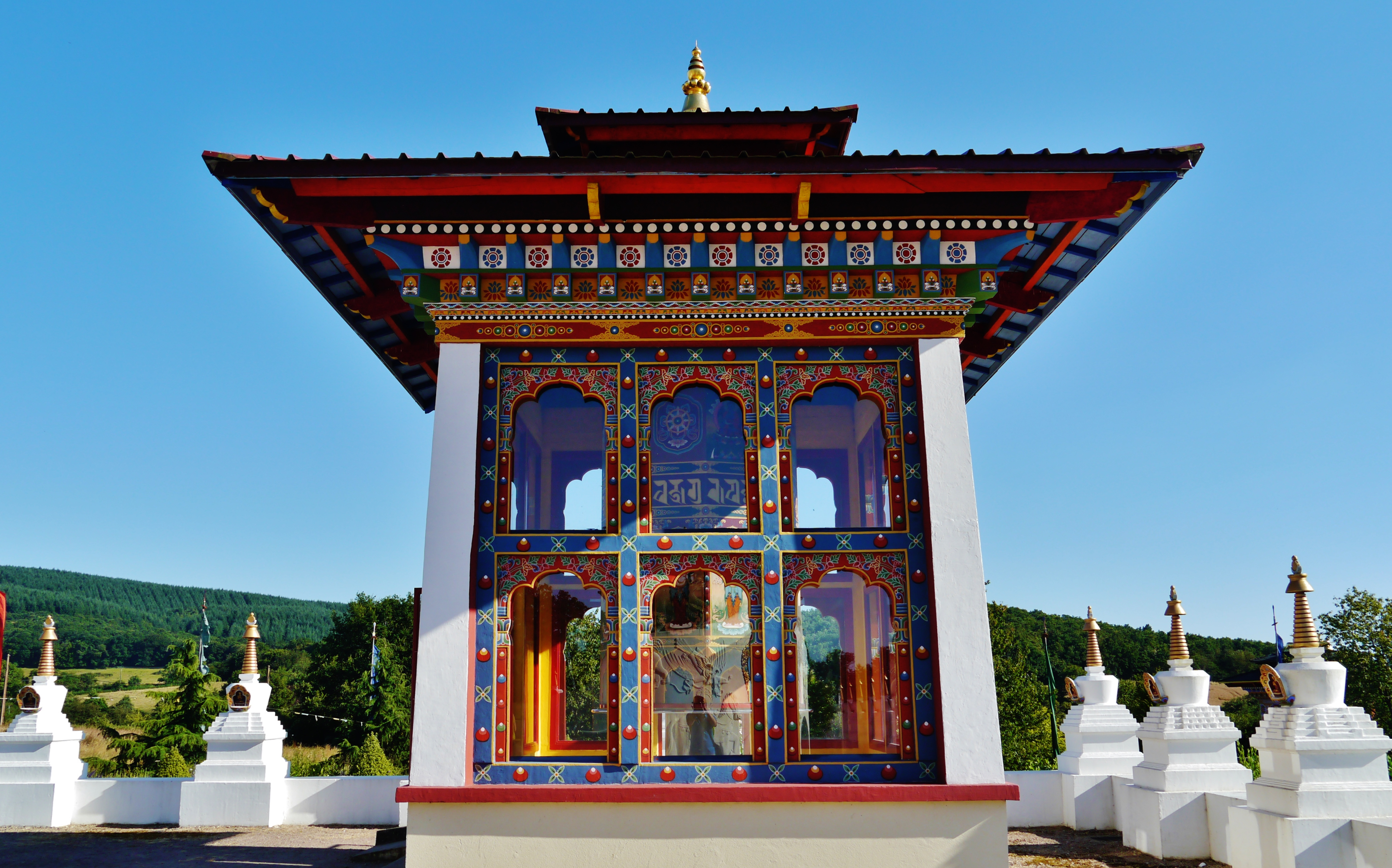
Moulin à prières.